# ホテルチェルシー
『ホテルチェルシー』（原題：Hotel Chelsea）は、2009年（平成21年）に製作された日米合作映画。題名の『ホテルチェルシー』は映画のロケが行われたニューヨークにあるチェルシーホテルの正式名称。
エンディングテーマにはthe GazettEの「Headache Man」が使用されている。
主演の長澤奈央はマートルビーチ国際映画祭で最優秀主演女優賞を受賞した。

## ストーリー
日本人夫婦ケンジとエミは新婚旅行でニューヨークのチェルシーホテルを訪れる。しかしその夜、事態が一転する。エミが目が覚ますと、そこに夫の惨殺死体と殺害の模様が撮影されたビデオカメラを発見する。現場に駆けつけたニューヨーク市警のスミス刑事はエミから事情を聞き密室で起きた殺人事件の謎に迫る。浮かんでは消える容疑者の果てにある衝撃のサスペンススリラー。

## キャスト
- 長澤奈央 - 田中エミ（妻）
- 鈴木砂羽 - 高木トモ子（日本人アーティスト）
- アンソニー・ローレン - スミス刑事（ニューヨーク市警の刑事）
- ダニエル・ウィルキンソン - ジョシュア（エミの元交際相手）
- ジャスティン・モーク - フレディ（ホテルチェルシーの滞在者）
- ヒロ・マスダ - 田中ケンジ（夫）
- エリース・ロビンスキー - ドーン・ウェストウッド（ソーホーのアートギャラリーオーナー）
- アミ・シェス - モニカ・ジェーン（ニュースキャスター）
- アイバン・カードナ - ロペス巡査（ニューヨーク市警の巡査）
- ジェフ・グロスマン - ルソー巡査（ニューヨーク市警の巡査）
- ロリア・ヴィライス - ヴィライス巡査（ニューヨーク市警の巡査）
- アルフレッド・アルブリジオ -（目撃者）
- ジェラミ・クルーズ - キラー（仮面の殺人鬼）

## スタッフ
- 監督：ホルヘ・バルデス・イガ（メキシコ）
- 脚本：ヒロ・マスダ
- 主題歌：the GazettE「Headache Man」（キングレコード）
- エグゼクティブプロデューサー：小林洋一（株式会社エースデュース）
- 企画・統括プロデューサー：ヒロ マスダ（合同会社Ichigo Ichie Films LLC)
- プロデューサー：井内徳次（株式会社テンダープロ）
- 音楽プロデューサー：都田和志（株式会社エースクルー・エンタテインメント)
- 音楽：asianTrinity、望月優
- 衣装デザイン：コシノヒロコ、ユマコシノ
- 撮影：コーリー・アイゼンスタイン
- ジュエリーデザイン：アルフレッド・アルブリジオ（C'est Magnifique, New York)
- 製作著作：ホテルチェルシー製作委員会（株式会社エースデュース、合同会社Ichigo Ichie Films LLC、株式会社テンダープロ)
- 発売元：株式会社エースデュース

## 撮影エピソード
- 撮影はオバマ大統領の就任式が行われた2009年（平成21年）1月20日に開始された。
- 撮影にはレッドワンカメラが採用され、ポストプロダクションは全てメキシコで行われた。[2]
- 劇中の指輪はジョニー・デップのスカルリングを作ったことで有名なフラッシュポイントスタジオのオーナーでもあるニューヨークのC'est Magnifigueで製作された。デザイナーはイタリア系アメリカ人オーナーの息子アルフレッド・アルブリジオ3世が担当。アルフレッド・アルブリジオはヒロがニューヨーク滞在時から交友があり、その縁でアルフレッドは映画にも出演している。[3]
- ニューヨーク市警ルソー巡査役のジェフ・グロスマンは元テキサス州の警察官の経歴を持っている。

## 海外映画祭上映、受賞、およびノミネート
- 2011年第12回ハンブルク日本映画祭公式上映（ドイツ）
- 2010年第7回イーリーホラー映画祭公式上映（ペンシルベニア)
- 2010年第14回ロードアイランド国際映画祭公式上映（ロードアイランド)
- 2010年第13回オカナガン国際映画祭公式上映（カナダ)
- 2010年第6回シアトルトゥルーインディペンデント映画祭公式上映（シアトル）
- 2010年第5回ロビングアイ映画祭公式上映公式上映（ロードアイランド)
- 2010年第3回インディスピリット映画祭公式上映（コロラド)
- 2009年第5回マートルビーチ国際映画祭最優秀外国映画賞、最優秀主演女優賞受賞（サウスカロライナ)
- 2009年第7回クィーンズ国際映画祭最優秀作品賞、最優秀監督賞ノミネート（ニューヨーク）
- 2009年第2回レーダーハンブルク国際インディペンデント映画祭公式上映（ドイツ）